# Zákupské slavnosti

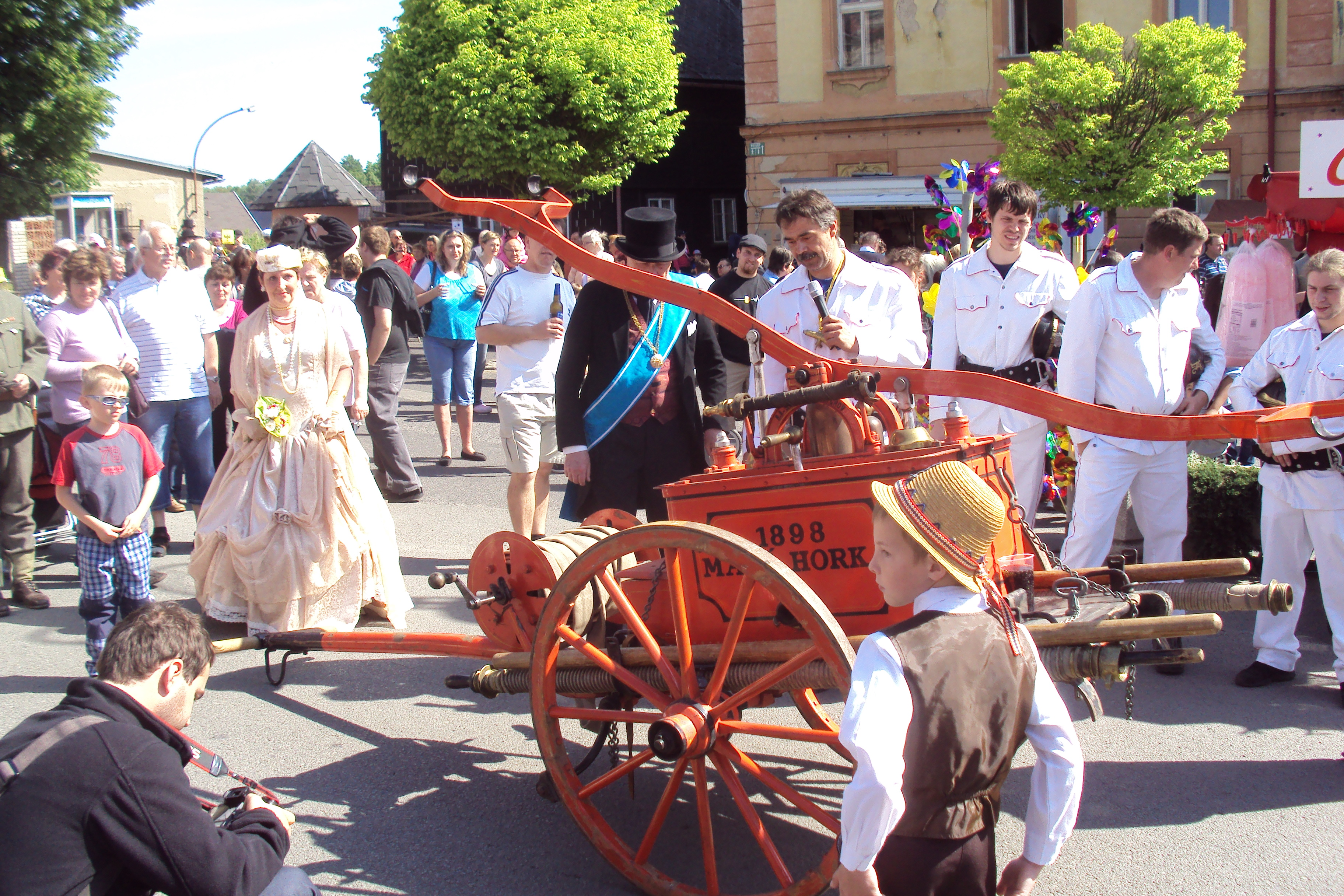
Hasiči na slavnostech 2012

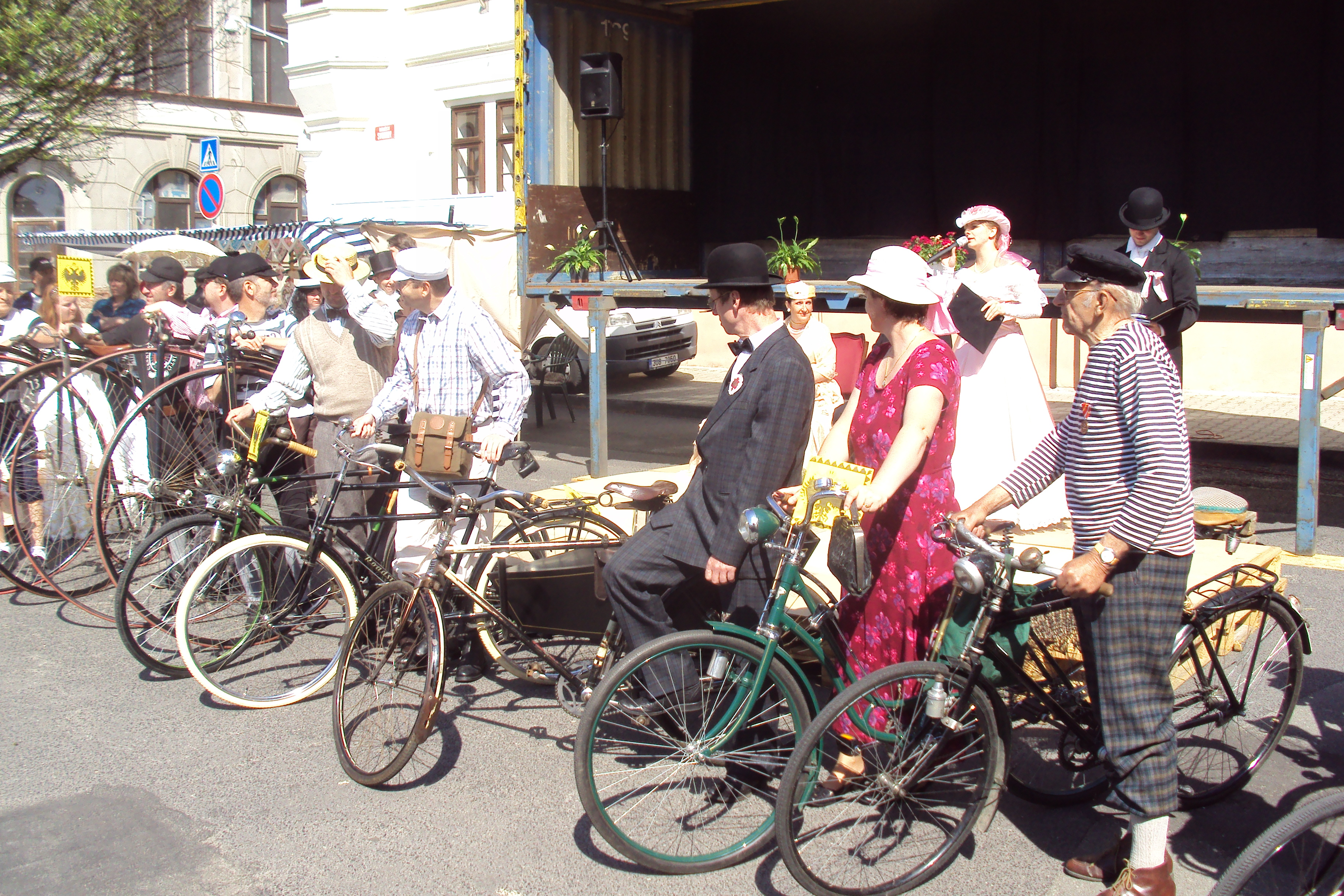
Přehlídka velocipédů, slavnosti 2012

Zákupské slavnosti jsou svým rozsahem i tradicí nejdůležitější současnou kulturní a společenskou akcí města Zákupy. Jsou konány městem a jeho i dalšími společenskými organizacemi každoročně druhý víkend v září. Jejich součástí jsou vždy akce spojené s historií města, průvod, hudební vystoupení, jarmark. Rozsah i zaměření se rok od roku mění, stejně tak i místa, kde jsou jednotlivé dílčí akce konány. Rámcový program připravuje kulturní komise Zastupitelstva města. 

## Stručně k některým ročníkům
Program jednotlivých ročníků je vždy bohatý, dále jsou uvedeny jen některé části oslav.

### III. ročník 1999
Uskutečnil se ve dnech 10. - 11. září 1999 na řadě míst města. Byl věnován 100. výročí císařských manévrů a významným výročím školství v Zákupech. Zahrály skupiny Septima, Trio z České Kamenice, dětské soubory, vystoupily mažoretky, zámek nabídl noční prohlídky, v zámeckém parku bylo vojenské ležení v historickém duchu, v kulturním domě byla odpoledne estráda pro děti a večer oficírská tancovačka, na zákupském koupališti byl lunapark a večer ohňostroj, v kostele koncert, ve škole Den otevřených dveří s výstavkou ke školství, na náměstí bylo slavnostní zahájení (přítomen i ministr Ing. Jaromír Císař a další VIP) i staročeský jarmark. Hlavním bodem byl průjezd kočáru s císařem s jeho doprovodem městem na zámek a k vojenskému ležení, přehlídka a manévry vojska. Účast byla odhadována na 2000 diváků.

### IV. ročník 2000
Uskutečnil se ve dnech 7. - 9. července 2000 a byl v sobotu provázen deštěm. Program byl proto mírně zredukován. Zahájení bylo na náměstí s fanfárami a proslovem starosty v pátek, poté zde zahrála Septima, večer vystoupil dětský soubor Koťata v kostele a na koupališti odpálen ohňostroj. V sobotu byl jarmark, na zámku repríza svatby arcivévody Ferdinanda d'Este s hraběnkou Žofií Chotkovou a následnou hostinou, na nádraží přijel historický vlak. Neděle patřila hasičům, na náměstí a koupališti ukázky hašení, staré i nové techniky. Městem pak projeli podvakrát motoristé – veteráni. Celková účast za tři dny slavností byla odhadována na 3000 lidí.

### V. ročník 2001
Pátý ročník byl ve dnech 7. - 9. září 2001 a věnován byl 460. výročí povýšení Zákup na město a 55. výročí založení baráčnické obce. Zahájení bylo v pátek na náměstí Svobody s fanfárami a proslovem starosty, poté zde vystoupila taneční skupina Sdružené obce baráčníků z Řepova, v kostele byl koncert souboru Ad Vocern, na koupališti k tanci hrála country skupina Větráci a byl k vidění ohňostroj. V sobotu pršelo. Na náměstí byl staročeský jarmark a různé atrakce, ze zámku dorazil okrojovaný průvod krále Ferdinanda I s doprovodem, vystoupil dětský sbor, pak déšť zábavu na náměstí zhatil, návštěvníci se přesunuli do kulturního domu na taneční zábavu. Na zámku zazněla historická hudba, vystoupili šermíři a zorganizovány noční prohlídky. V chladné neděli pokračovala zábava soutěžemi na náměstí, v kostele sloužena česko-německá mše, městem projeli motoveteráni.

### VI. ročník 2002
Uskutečnil se ve dnech 13. - 15. září 2002. Páteční zahájení patřilo dvěma výstavkám v přízemí radnice a pak už zazněly fanfáry a projev starosty města Zdeňka Patočky. Pak vystoupily na náměstí mažoretky, na koupališti byl lunapark, ohňostroj a k taneční zábavě hrála skupina Fonofest. V sobotu bylo na náměstí středověké tržiště a atrakace, loutkové divadlo, sehrána scéna s útrpným právem, průvod obstaral DS Havlíček, projížďky kočárem stáj Jana Chýleho. Odpoledne byly vysvěceny dvě kapličky a večer patřil na třech místech města tanečním zábavám. V neděli byla slavnostně otevřena nová sportovní hala, městem projeli autoveteráni, ve školní jídelně byl podáván proslavený guláš.

### XI. ročník 2007
Konáno ve dne 7.  - 9. září. V pátek otevřena výstavka na radnici, na náměstí vystoupily mažoretky, zahrála česko-německá kapela a na koupališti byl ohňostroj. V sobotu byl v zámeckém parku hlavní program s jízdou historických kol, otevřením středověkého tržiště, tanečním vystoupením The Wings, šermířů a kejklířů, průjezdem družiny sv. Huberta, v poledne byl podáván v školní jídelně zdarma guláš. Odpoledne a večer několik divadelních představení a koncertů (Ventilky a Pumpičky, Septima, Kozlovka, Těžkej Pokondr). V neděli mše v kostele, koncert nevidomých na náměstí spojený s vysvěcením opraveného morového sloupu. 

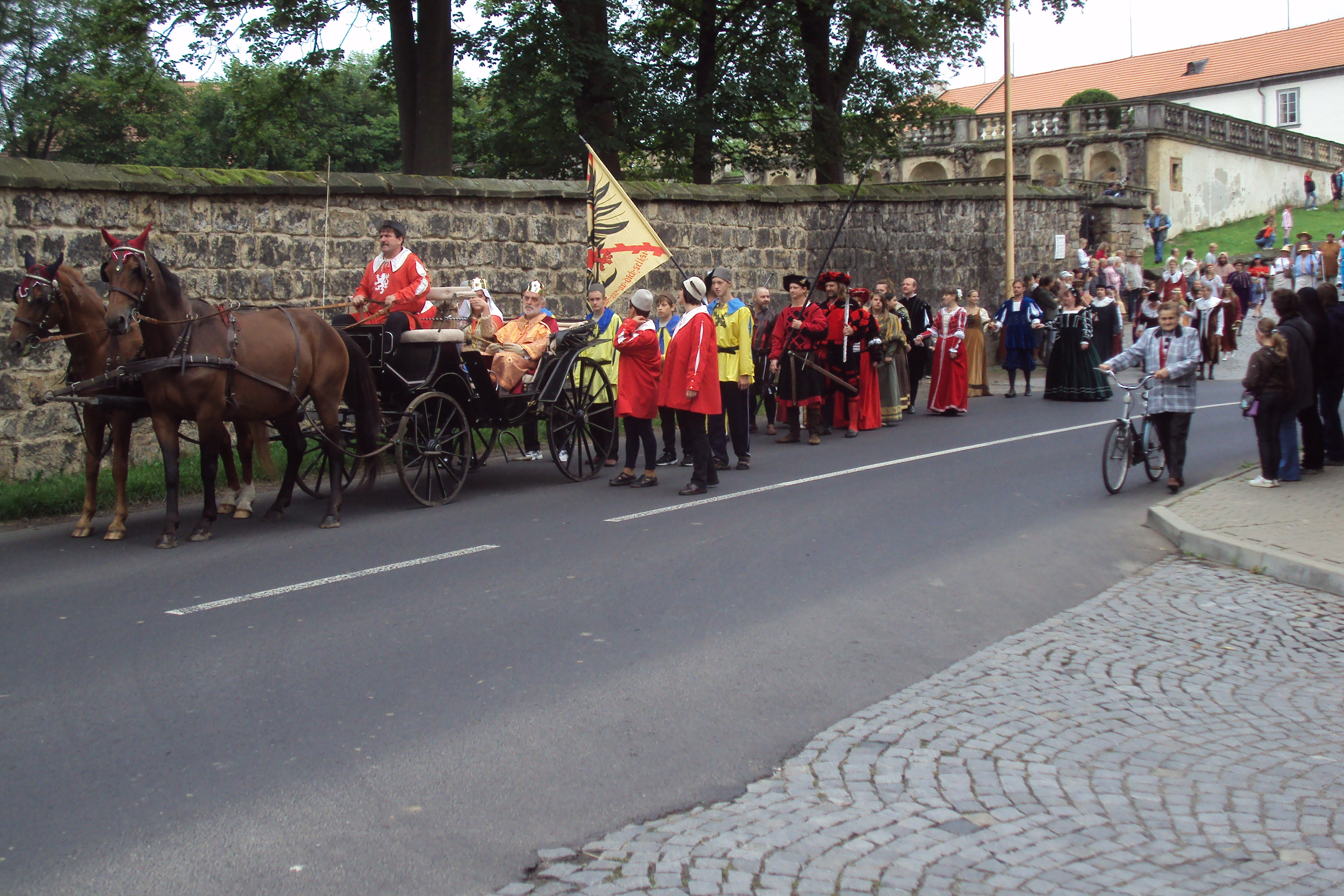
Průvod v roce 2011

### XIII. ročník 2009
Slavilo se ve dnech 11. - 13. září se zaměřením na různá výročí zákupského školství. V pátek se konala v kulturním domě školní akademie, na radnici setkání řady VIP s rautem a vystoupením cimbálové muziky Vonička, v kostele byl koncert vážné hudby. V sobotu byla hlavní část slavností na koupališti. Nejprve zahajovací projev starostky M. Hudakové, předání cen města jeho osobnostem, vystoupili zde žáci lesnické školy z Trutnova, fungovaly různé pouťové atrakce a stánky, vystoupili estrádní baviči Josef Alois Náhlovský a Josef Mladý, dětské a hudební soubory, večer zde zakončil ohňostroj. Ve škole a přilehlém sportovním areálu byla řada společenských a sportovních akcí, podobně i v Heldovce na náměstí. V neděli vystoupil na nádvoří zámku DS Havlíček. Slavnosti byly i kvůli pěknému počasí vydařené.

### XIV. ročník 2010
Konáno 10. – 12. září, hlavní akcí byla oslava 160. výročí založení hasičského sboru v Zákupech. Slavnostního zahájení se na radnici zúčastnila řada VIP, hejtman, poslanci, senátoři, hosté ze zahraničí, zejména z různých hasičských sborů. Večer byl v kostele koncert klasické hudby. Sobotní oslavy patřily hasičům, byly položeny věnce k hrobu zakladateli hasičského sboru Ferdinandovi Leitenbergerovi, v areálu koupaliště byly k vidění i v provozu historické hasičské exponáty a desítky moderních hasičských vozidel. Večer zakončila velkolepá hasičská fontána z 80 stříkaček a následný ohňotroj. K tomu během dne vystupovalo několik hudebních skupin (Maxim Turbulenc, Ševcovská kapela, Septima) , v provozu bylo mnoho prodejních stánků a pouťových atrakcí. 

### XV. ročník 2011
V tradičním termínu 9. - 11. září 2001 se městské oslavy povedly i díky příznivému počasí. Byly věnovány 470 výročí povýšení Zákup na město. V pátek byl navečer koncert v kostele, v sobotu pochod od zámku v historickém oblečení přes náměstí na louku u kulturního domu, kde byla spousta pouťových atrakcí. Cestou se zastavil u podia na náměstí, kde zazněly zahajovací projevy starosty Ing Lípy a VIP. Na radnici vystavovali zahrádkáři, ve škole byl podáván tradiční guláš, na stadionu cvičili hasiči, na zámku organizovány večerní prohlídky, v KD sehráli divadelníci pohádku pro děti.

### XVI. ročník 2012

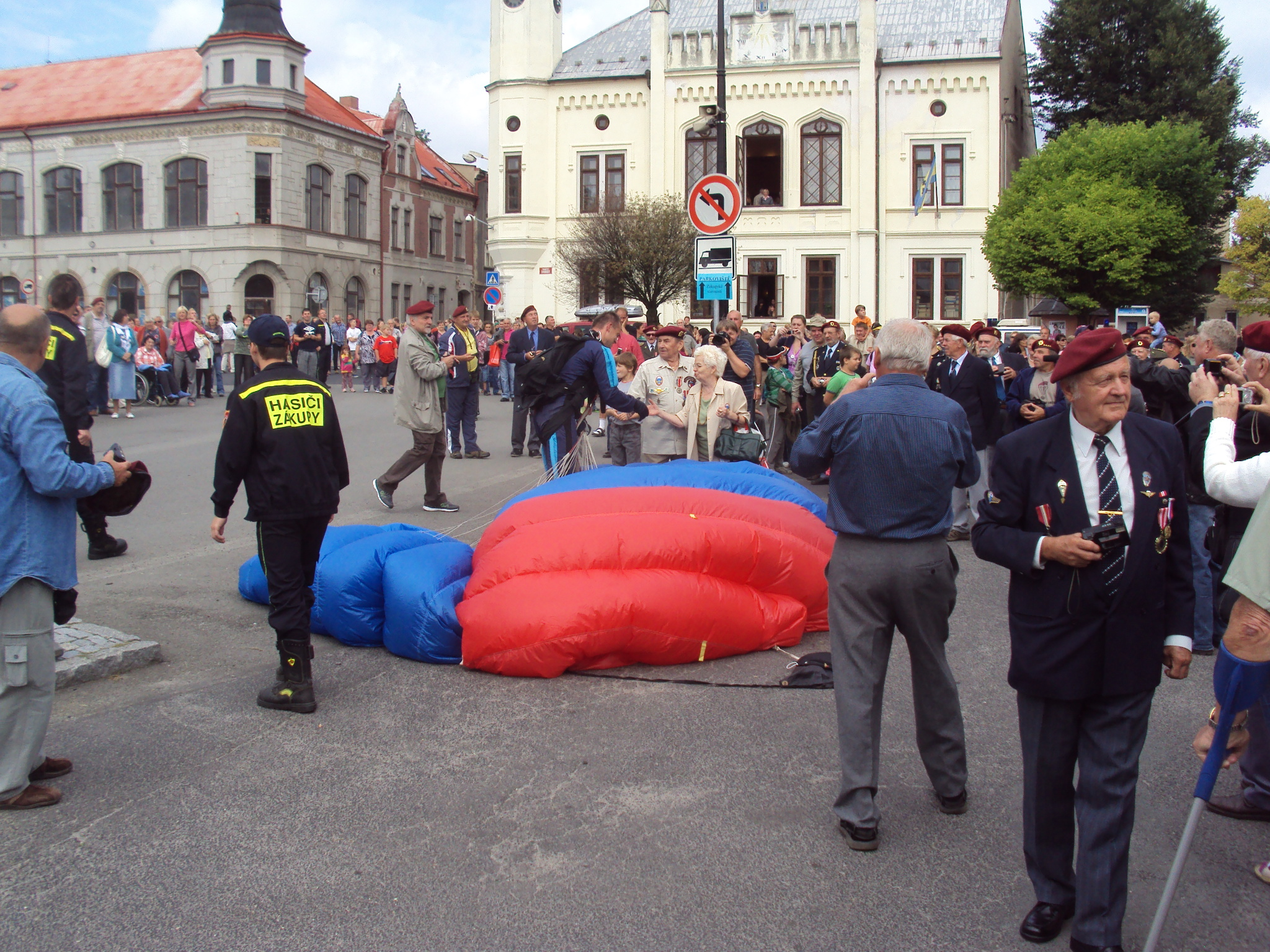
Něměstí po seskoku parašutistů v roce 2012

Konáno 7. – 9. září, hlavní program byl v sobotu. Byly věnovány zejména připomenutí 65. výročí vzniku první výsadkové jednotky čs. armády. Slavnostní shromáždění za účasti mj. i veteránů bylo na náměstí, v sousedním Eduard Held muzeu byla otevřena související výstava. Doprovodnými akcemi byl páteční koncert v kostele, sobotní program byl hlavně na zákupském koupališti – pouťové atrakce, divadlo pro děti, estráda s vystoupením řady hudebních souborů, byly slavnostně předávány Ceny města Zákupy, večer zde byl ohňostroj. Již tradiční součástí bylo podávání guláše pro stovky příchozích ve školní jídelně. 

### XVII. ročník 2013
Termín 13. – 15. září, slavnosti věnovány 90. výročí založení českého ochotnického divadla DS Havlíček. V pátek byl večerní koncert Českolipského dětského sboru, v sobotu otevřeny dvě výstavky na radnici, hlavní program byl v areálu Zákupského koupaliště, kam směřoval i průvod divadelníků od kulturního domu. Na koupališti bylo několik představení a koncertů různých žánrů (Brass Bombers, Olga Lounová, František a Vojtěch Nedvědovi), večer ohňostroj. Jako v předchozích letech byl velice příznivě přijat guláš pro město od firmy I.A.C. podávaný ve školní jídelně. V neděli pak program zakončila další dvě divadelní představení v kulturním domě.

### XVIII. ročník 2014

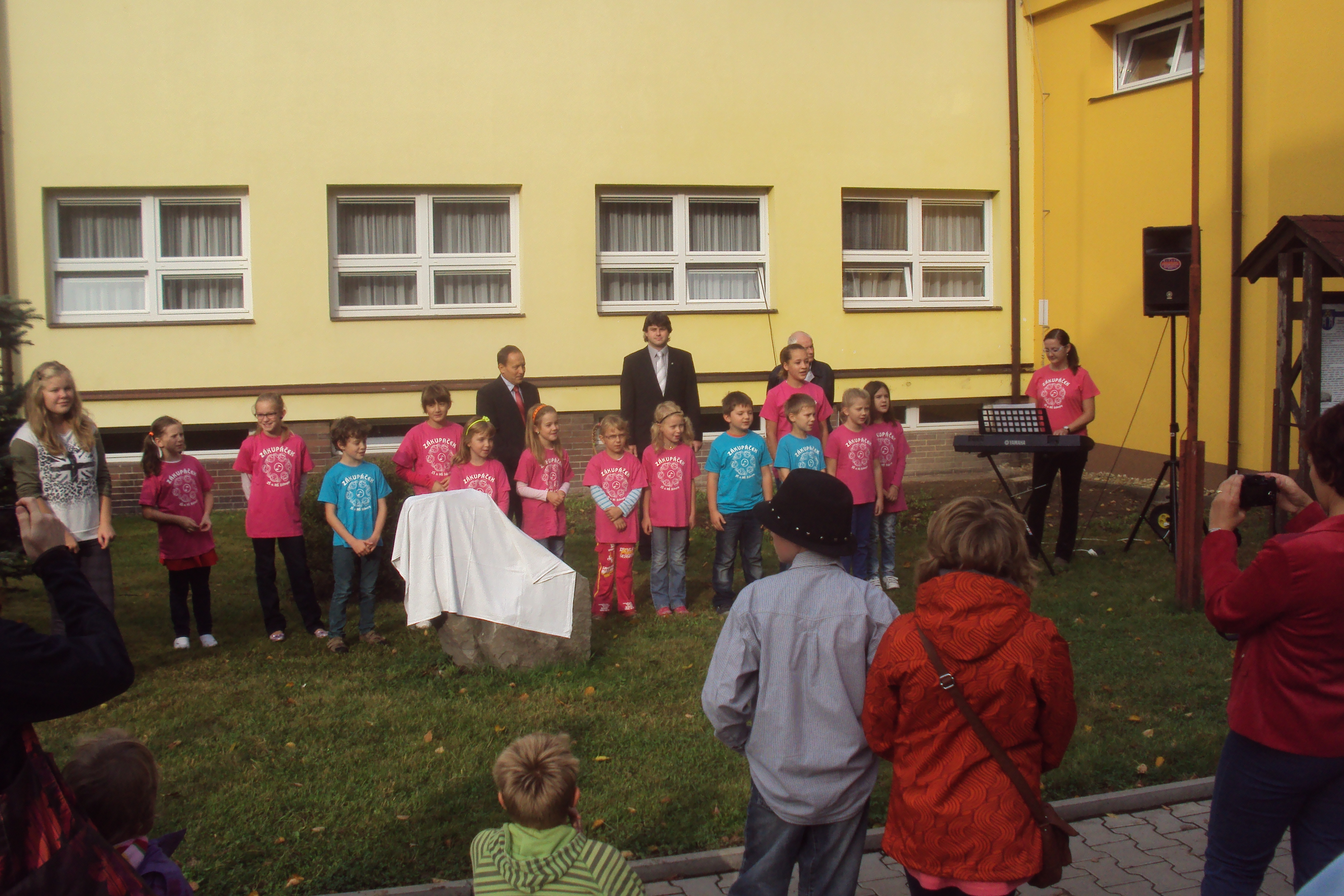
Slavnostní zahájení 2014 před školou

Termín 12. – 14. září, slavnosti se konaly u příležitosti 50. výročí otevření nového školního areálu v Zákupech. V pátek byl na nádvoří zámku večerní koncert Českolipského dětského sboru a v sobotu oslavy pokračovaly v prostorách školy. Slavnostně a s několika projevy byla odhalena pamětní deska před školou, kde poté vystoupily i školní taneční a pěvecké soubory. Škola byla přístupna veřejnosti, v tělocvičnách i na hřišti proběhla řada soutěží, v poledne byl opět podáván firmou IAC sponzorovaný guláš pro veřejnost. Na zámku byla slavnostně zahájena výstava 1600 ks jiřin. Odpolední program byl v areálu koupaliště. Vystoupilo Duo Aramis, kapela Fleret z Vizovic, večer kapela Tři sestry Banditos. K tomu stánky, pouťové atrakce, ohňostroj. V neděli program narušil déšť a tak přednáška městského kronikáře Mgr. Šimka k historii zákupského školství byla přesunuta na radnici.